# Раровская, Анастасия Тадеушевна
Анастасия Тадеушевна Раровская (бел. Анастасія Тадэвушаўна Рароўская; род. 19 июня 1996, Островецкий район, Гродненская область) — белорусская легкоатлетка, специалистка по спортивной ходьбе. Выступает за сборную Белоруссии по лёгкой атлетике с 2015 года, призёрка первенств республиканского значения, участница летних Олимпийских игр в Токио. Мастер спорта Республики Беларусь международного класса.

## Биография
Анастасия Раровская родилась 19 июня 1996 года в деревне Вавераны Островецкого района Гродненской области. Занималась лёгкой атлетикой в Детско-юношеской спортивной школе № 9 в Гродно и в Гродненском областном комплексном центре олимпийского резерва.
Впервые заявила о себе на международном уровне в сезоне 2015 года, когда вошла в состав белорусской национальной сборной и выступила на Кубке Европы по спортивной ходьбе в Мурсии — в юниорской гонке на 10 км заняла 11-е место. Позднее показала 13-й результат в ходьбе на 10 000 метров на юниорском европейском первенстве в Эскильстуне и выиграла бронзовую медаль в дисциплине 5 км на международном старте в Друскининкае.
В 2019 году на Кубке Европы в Алитусе заняла 16-е место в личном зачёте 20 км и тем самым помогла своим соотечественницам стать третьими в женском командном зачёте. Будучи студенткой, представляла Белоруссию на Универсиаде в Неаполе, где в той же дисциплине показала 11-й результат.
В 2021 году финишировала 13-й на командном чемпионате Европы по спортивной ходьбе в Подебрадах. Имея результат выше олимпийского квалификационного норматива (1:31:00), благополучно прошла отбор на летние Олимпийские игры в Токио — в программе ходьбы на 20 км показала результат 1:37:22, расположившись в итоговом протоколе соревнований на 23-й строке.
За выдающиеся спортивные достижения удостоена почётного звания «Мастер спорта Республики Беларусь международного класса».